# Vixnu Sharma

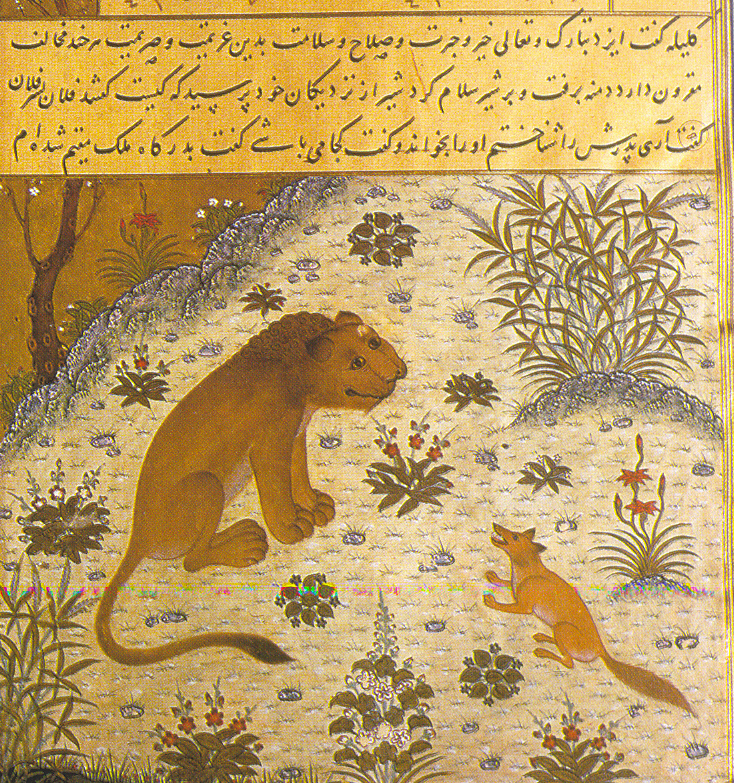
Una pàgina del Calila i Dimna (Herat, 1429), traducció persa del Panchatantra derivada de la versió en àrab. Representa el xacal visir Dimna tractant de manipular al rei lleó perquè declare una guerra

Vixnu Sharma (entre el s. III ae i el III de) fou un escriptor indi que es creu que traduí, del persa a l'àrab, la col·lecció de faules Panchatantra.
- vixnu śarman, en el sistema AITS (alfabet internacional per a la transliteració del sànscrit).
- विष्णुशर्मन्, en devanagari del sànscrit.
- Pronunciació: /víxhnu shárman/ (Vixnu es pronuncia pla, malgrat que quan aquesta paraula es troba sola es pronuncia aguda).[2]
- Etimologia: Vixnu (‘omnipenetrant’) és un dels déus més importants de l'hinduisme, i sharma: ‘refugi, casa’.

El període exacte de composició del Panchatantra és incert. Les estimacions varien entre el 1200 ae i el 300 de.
Alguns escriptors el situen al s. III ae.
Vixnu Sharma és un dels autors més traduïts de la història.
Al 570, Borzuia traduí el Panchatantra al pahlavi i al 750, l'erudit persa Abd-Al·lah ibn al-Muqaffa el traduí a l'àrab com Calila i Dimna.
A Bagdad (l'Iraq), la traducció que encarregà el califa abbàssida Al-Mansur sembla que estava en segon lloc en popularitat després de l'Alcorà.
Ja al segle xi aquesta obra arribà a Europa, i abans del 1600 s'havia traduït al grec, llatí, italià, alemany, anglès, antic eslau, txec, i potser a altres idiomes eslaus. S'estengué des de Java a Islàndia.
A França, almenys onze contes del Panchatantra s'inclouen en l'obra de la Fontaine.

## Llegenda
La introducció d'aquesta antiga obra índia identifica Vixnu Sharma com a narrador del text. Com no n'hi ha cap altra evidència, «és impossible dir si en fou l'autor o si ell mateix és una invenció literària».
Per l'anàlisi de les diferents recensions (versions del text) índies i de les característiques geogràfiques i dels animals que apareixen en les històries, alguns estudiosos han suggerit que el seu lloc de composició podria ser Caixmir.
Segons Arthur Rider, les històries del Panchatantra foren escrites pel pandit caixmir Vixnu Sharma.
La introducció narra la història de com Vixnu Sharma crea el Panchatantra: això era i no era un rei anomenat Amara Shakti, que governava un regne que devia ser al sud de l'Índia.
La capital del regne era Mahilaropya, i la seua ubicació es desconeix.
Amara Shakti rei tenia tres fills: Bahushakti, Ugrashakti i Anantshakti. Tot i que el rei era un erudit, els seus fills eren babaus.
El rei estava descoratjat en veure que els seus tres prínceps eren incapaços d'aprendre a regnar, i en demanà consell als seus ministres. Li'n donaren consells contradictoris, però les paraules d'un, anomenat Sumati (intel·ligent), li semblaren assenyades.
Li digué que les ciències, la política i la diplomàcia són disciplines il·limitades que no es poden dominar amb una sola vida. En lloc d'ensenyar els texts de les Escriptures als prínceps, se'ls hauria d'ensenyar la seua saviesa inclosa, i l'ancià erudit Vixnu Sharma era la persona adequada per fer-ho.
Vixnu Sharma fou convidat a la cort, i el rei li oferí un centenar de terres si podia ensenyar als prínceps.
Vixnu Sharma rebutjà el premi dient que no vendria el seu coneixement per diners, però acceptà la tasca de tornar savis els prínceps en política en sis mesos. Vixnu Sharma sabia que mai no podria instruir-los amb mitjans convencionals. Hi utilitzà una manera menys ortodoxa: els explicà una sèrie de rondalles d'animals ―connectades entre si― i així els impartí la saviesa que cal per tenir èxit com a governant.
Els seus cinc discursos esdevingueren el Panchatantra, és a dir, els 'cinc' (pancha) 'tractats' (tantra).